# Jennifer Lynch
Jennifer Chambers Lynch (Filadelfia, 7 aprile 1968) è una regista, sceneggiatrice e scrittrice statunitense, celebre per il libro Il diario segreto di Laura Palmer che accompagnò la serie televisiva I segreti di Twin Peaks e per aver scritto e diretto il film Boxing Helena.

## Biografia
Nata a Filadelfia, figlia del regista David Lynch e della pittrice Peggy Lentz. All'età di 3 anni è apparsa nel film Eraserhead - La mente che cancella diretto dal padre. La Lynch ha studiato a Los Angeles e nel Michigan (presso il prestigioso Interlochen Arts Academy) e, da adolescente, ha lavorato come assistente di produzione del film Velluto blu.

## Opere letterarie (parziale)
- Il diario segreto di Laura Palmer, 1990.

## Filmografia parziale

### Attrice
- Eraserhead - La mente che cancella (Eraserhead), regia di David Lynch (1977)
- Chained, regia di Jennifer Lynch (2012)

### Regista

#### Cinema
- Boxing Helena (1993)
- Surveillance (2008)
- Hisss (2010)
- Chained (2012)

#### Televisione
- Psych – serie TV, episodi 6x14-7x06-7x09 (2012-2013)
- Warehouse 13 – serie TV, episodio 4x15 (2013)
- Teen Wolf – serie TV, 4 episodi (2014-2016)
- Finding Carter – serie TV, 4 episodi (2014-2015)
- The Walking Dead – serie TV, episodi 5x14-6x02 (2015)
- Quantico – serie TV, 5 episodi (2015-2017)
- South of Hell – serie TV, episodi 1x03-1x05 (2015)
- Second Chance – serie TV, episodio 1x08 (2016)
- Recovery Road – serie TV, episodio 1x07 (2016)
- Damien – serie TV, episodio 1x09 (2016)
- Wayward Pines – serie TV, episodio 2x08 (2016)
- The Last Ship – serie TV, episodio 3x08 (2016)
- American Horror Story – serie TV, 4 episodi (2016-2018)
- C'era una volta (Once Upon a Time) – serie TV, episodio 6x08 (2016)
- Hawaii Five-0 – serie TV, episodi 7x11-8x19 (2016-2018)
- Salem – serie TV, episodi 3x07-3x09 (2017)
- Elementary – serie TV, episodi 5x15-6x08 (2017-2018)
- Criminal Minds: Beyond Borders – serie TV, episodio 2x12 (2017)
- Salvation – serie TV, episodio 1x05 (2017)
- Zoo – serie TV, episodio 3x11 (2017)
- The Strain – serie TV, episodio 4x09 (2017)
- Kevin (Probably) Saves the World – serie TV, episodio 1x12 (2018)
- Jessica Jones – serie TV, episodio 2x11 (2018)
- Agents of S.H.I.E.L.D. – serie TV, episodio 5x18 (2018)
- Code Black – serie TV, episodio 3x10 (2018)
- Daredevil – serie TV, episodio 3x09 (2018)
- 9-1-1 – serie TV, episodi 2x09-2x12-2x16 (2018-2019)
- Gossip Girl – serie TV (2021-in corso)
- Dahmer - Mostro: la storia di Jeffrey Dahmer - serie TV, 4 episodi (2022)
- The Watcher - serie TV, episodi 1x05-1x07 (2022)

### Sceneggiatrice
- Venerdì 13 (Friday the 13th: The Series) – serie TV, episodio 3x14 (1990)
- Boxing Helena, regia di Jennifer Lynch (1993)
- Surveillance, regia di Jennifer Lynch (2008)
- Chained, regia di Jennifer Lynch (2012)